# Lycaena chrysopis
Lycaena chrysopis är en fjärilsart som beskrevs av Grum-grshimailo 1888. Lycaena chrysopis ingår i släktet Lycaena och familjen juvelvingar. Inga underarter finns listade i Catalogue of Life.